# Schwarzau im Gebirge
Schwarzau im Gebirge är en ort och kommun  i Österrike. Den ligger i distriktet Neunkirchen i förbundslandet Niederösterreich, 70 kilometer sydväst om huvudstaden Wien.
Kommunen består av sju orter (Ortschaften) (inom parentes invånarantal 1 januari 2024):
- Gegend (50)
- Graben (178)
- Preintal (144)
- Schwarzau im Gebirge (199)
- Steinbruch (1)
- Trauch (0)
- Vois (53)